# Now’s the Time (альбом Мэриэн Макпартлэнд)
Now’s the Time — концертный альбом британо-американской пианистки Мэриэн Макпартлэнд, выпущенный в 1977 году на лейбле Halcyon Records. Он был записан 30 июня 1977 года Monticello Room в Рочестере, штат Нью-Йорк, при участии гитаристки Мэри Осборн, альтистки Ви Редд, басистки Линн Милано и барабанщицы Дотти Доджон.

## Отзывы критиков
| Оценки критиков                     | Оценки критиков |
| Источник                            | Оценка          |
| ----------------------------------- | --------------- |
| AllMusic                            | [ 3 ]           |
| The Encyclopedia of Popular Music   | [ 4 ]           |
| The Rolling Stone Jazz Record Guide | [ 5 ]           |

В ретроспективном обзоре для AllMusic Скотт Яноу отметил, что этот редкий альбом ценен прежде всего соло Осборн и Редд, которые за долгие годы записали слишком мало пластинок.

## Список композиций
1. «Now’s The Time» (Чарли Паркер) — 6:02
2. «Sophisticated Lady» (Дюк Эллингтон) — 3:10
3. «In a Mellotone» (Дюк Эллингтон) — 6:00
4. «Laura» (Дэвид Рэксин, Джонни Мерсер) — 3:44
5. «I’ll Remember April» (Дон Рэй, Джин Де Пол) — 6:57
6. «What Are You Doing the Rest of Your Life?» (Алан Бергман, Мэрилин Бергман, Мишель Легран) — 4:05
7. «Straight No Chaser» (Телониус Монк) — 4:15
8. «But Beautiful» (Джонни Бёрк, Джимми Ван Хьюзен) — 5:01

## Участники записи
- Мэриэн Макпартлэнд — фортепиано
- Ви Редд — альт-саксофон
- Линн Милано — басс
- Мэри Осборн — гитара
- Дотти Доджион — ударные
- Джо Скариза — звукорежиссёр
- Гилберт Конг — мастеринг
- Ларри Свист — запись

Все данные взяты из примечаний к альбому.